# St-Germain-de-Paris (Hardricourt)

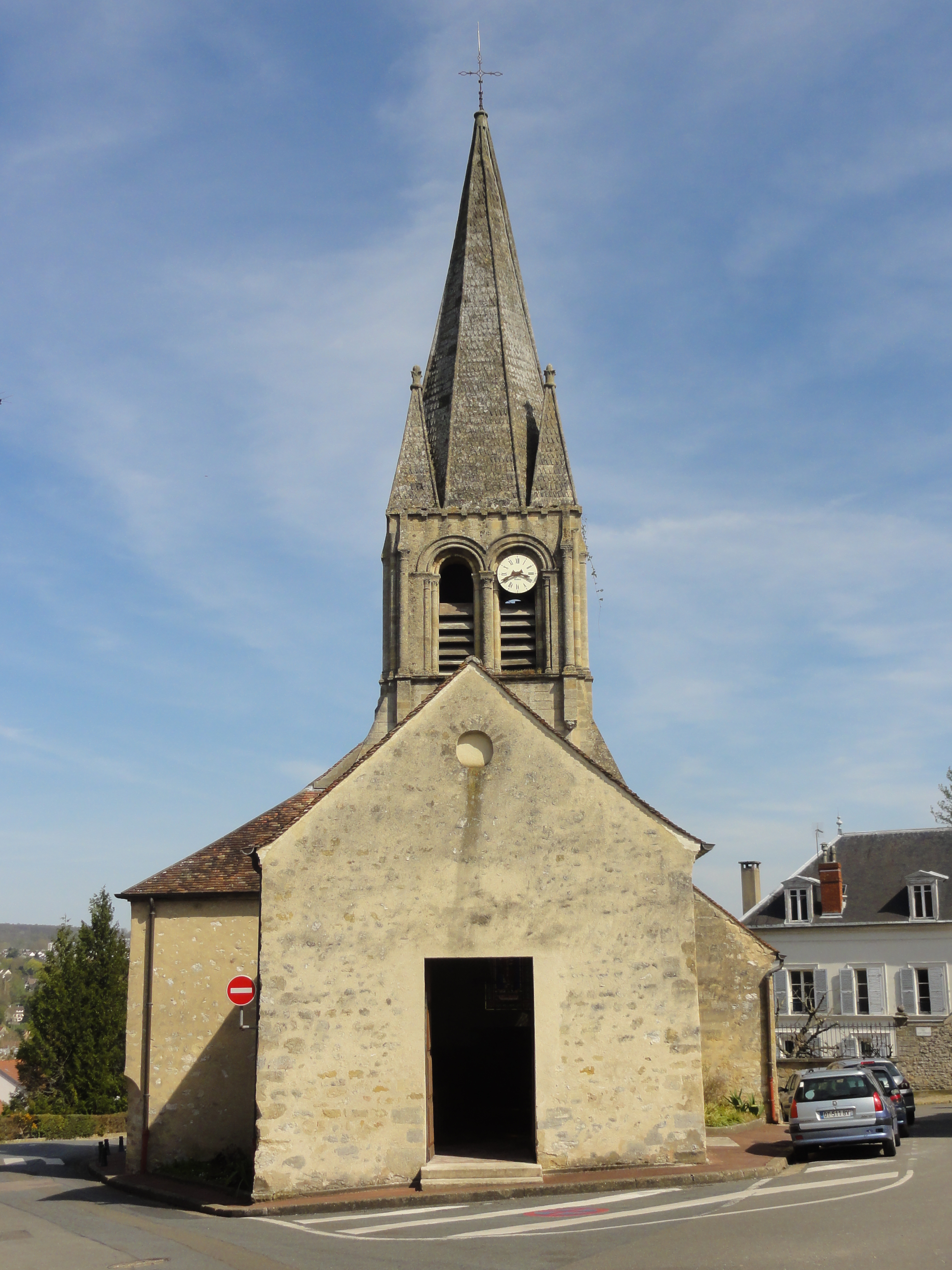
Pfarrkirche Saint-Germain-de-Paris, Westfassade

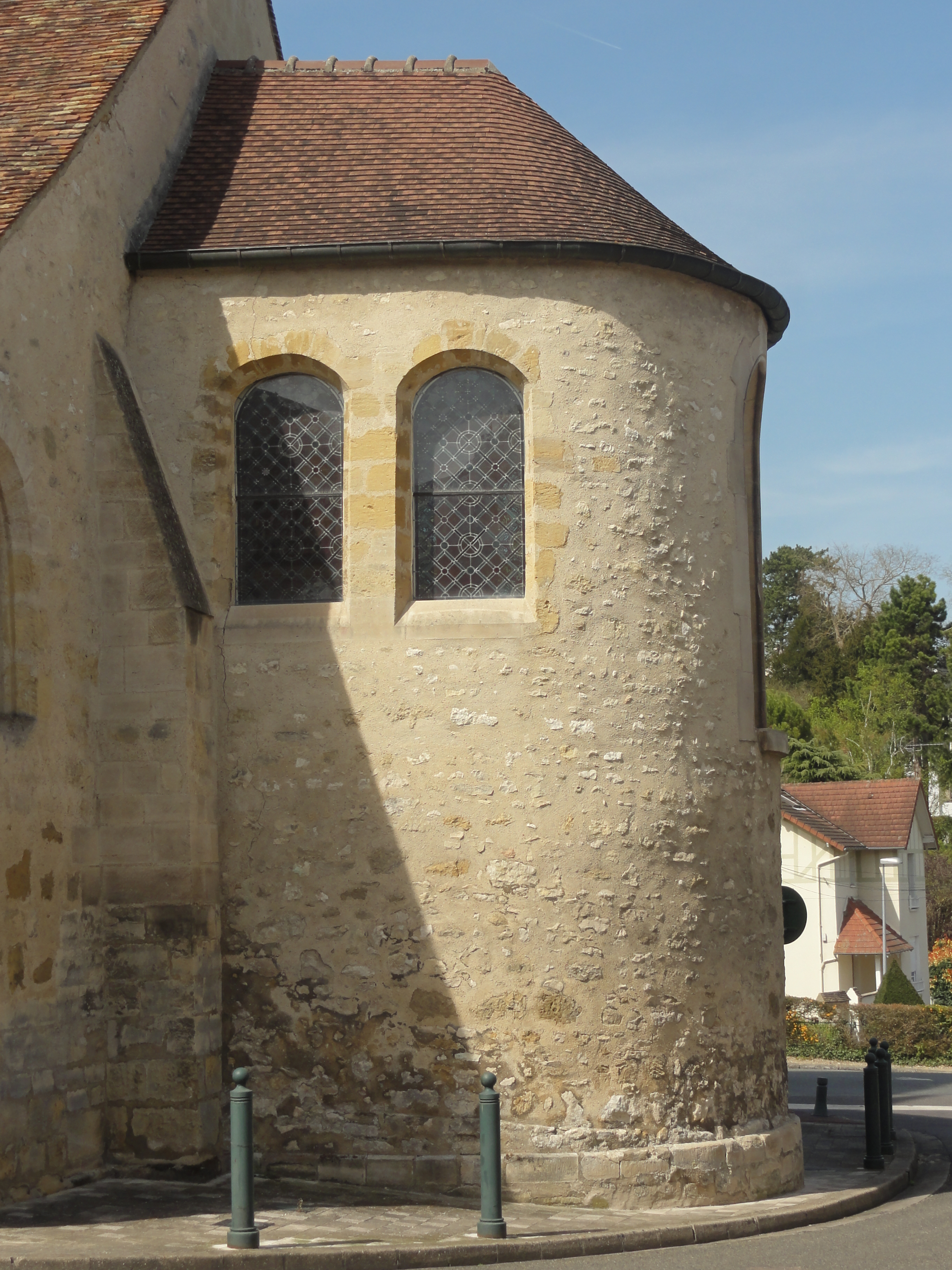
Chor

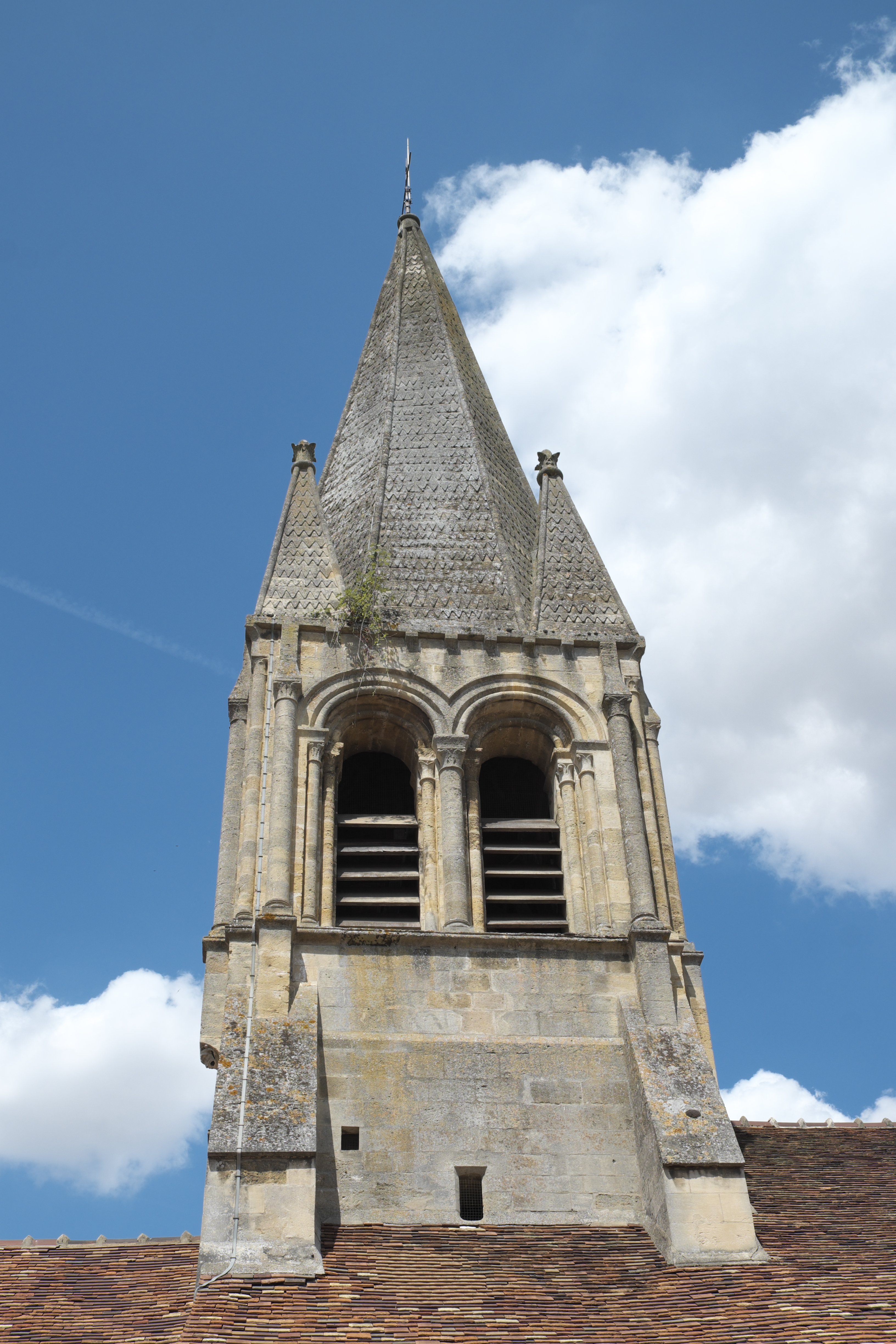
Glockenturm

Die katholische Pfarrkirche Saint-Germain-de-Paris in Hardricourt, einer Gemeinde im Département Yvelines in der französischen Region Île-de-France, wurde in der ersten Hälfte des 12. Jahrhunderts erbaut. Die Kirche ist dem heiligen Germanus von Paris geweiht und gehört zum Bistum Versailles. Im Jahr 1875 wurde der romanische Glockenturm als Monument historique in die Liste der Baudenkmäler (Base Mérimée) in Frankreich aufgenommen.

## Geschichte
Zwischen 1120 und 1150 ließen Mönche aus dem Priorat Saint-Nicaise in Meulan an der Stelle einer abgebrannten Kapelle die heutige Kirche errichten. Im 14. Jahrhundert gelangte die Kirche in den Besitz der Benediktinerabtei Notre-Dame du Bec-Hellouin in Le Bec-Hellouin im heutigen Département Eure in der Normandie. Die Abtei ließ umfangreiche Umbauten und Restaurierungsmaßnahmen durchführen. Wie aus einer Inschrift an einem Pfeiler im Querhaus hervorgeht, erfolgte im Jahr 1509 eine neue Weihe der Kirche. Bis zur Französischen Revolution gehörte die Kirche zum Bistum Rouen.

## Architektur

### Glockenturm
Über der Vierung erhebt sich der 29 Meter hohe, dreistöckige Glockenturm. Er stammt noch aus dem 12. Jahrhundert und ist der älteste Teil der Kirche. Das Glockengeschoss wird auf allen vier Seiten von gekuppelten, rundbogigen Klangarkaden durchbrochen. Der Turm wird von einer achtseitigen, steinernen Pyramide bekrönt, an deren Ecken vier kleinere, mit Kreuzblumen verzierte Pyramiden sitzen.

### Innenraum
Das einschiffige Langhaus wird von einer hölzernen Tonne gedeckt. An der Nordseite des Langhauses erinnern vier zugemauerte Arkaden an das abgebrochene nördliche Seitenschiff. An die Vierung und das Chorjoch schließen sich im Norden und im Süden flach gedeckte Kapellen an. Das Chorjoch und die Vierung besitzen Kreuzrippengewölbe. Der flach gedeckte Chor mündet in eine halbrund geschlossene Apsis. 

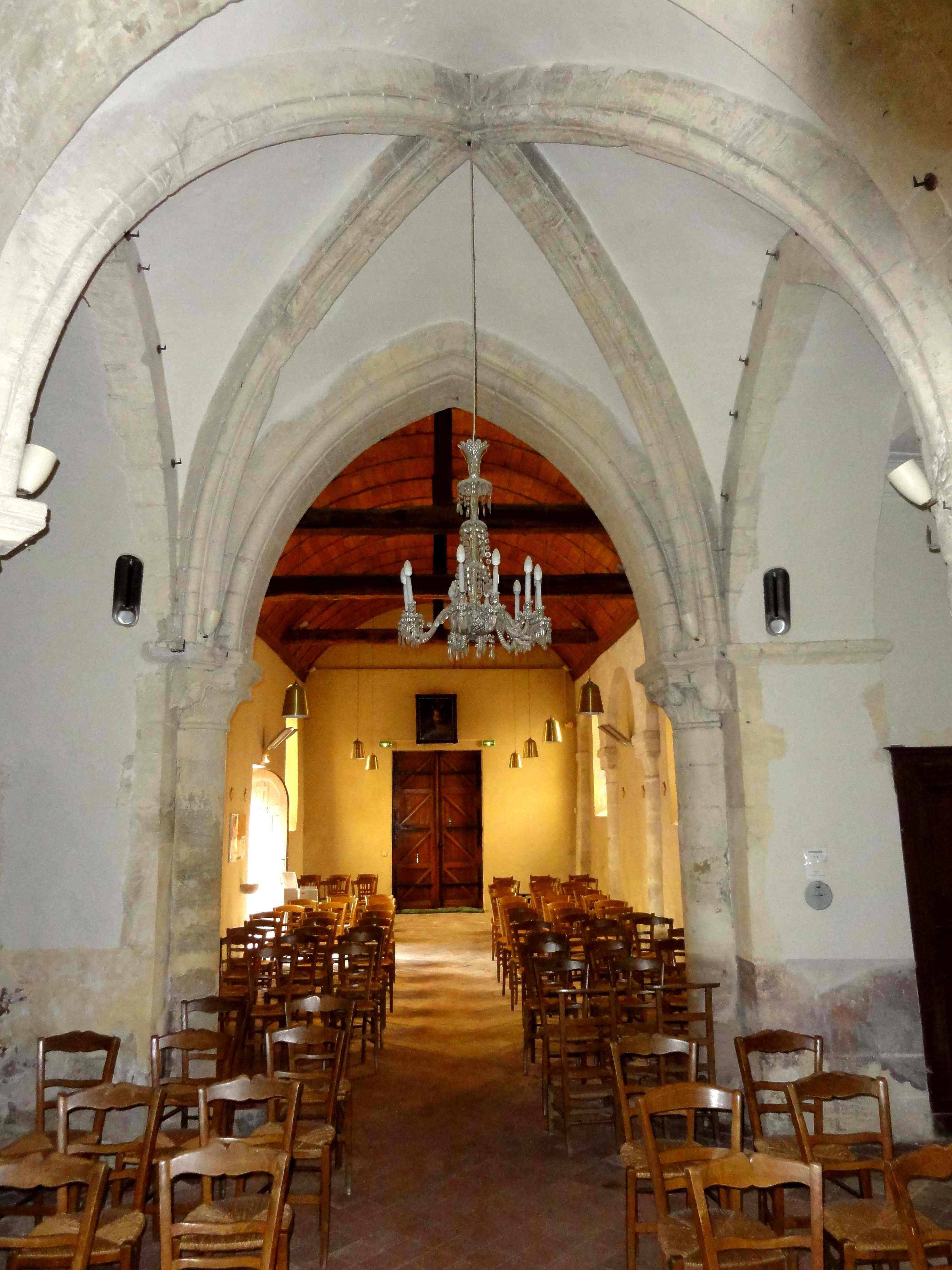
Kreuzrippengewölbe der Vierung, Blick nach Westen
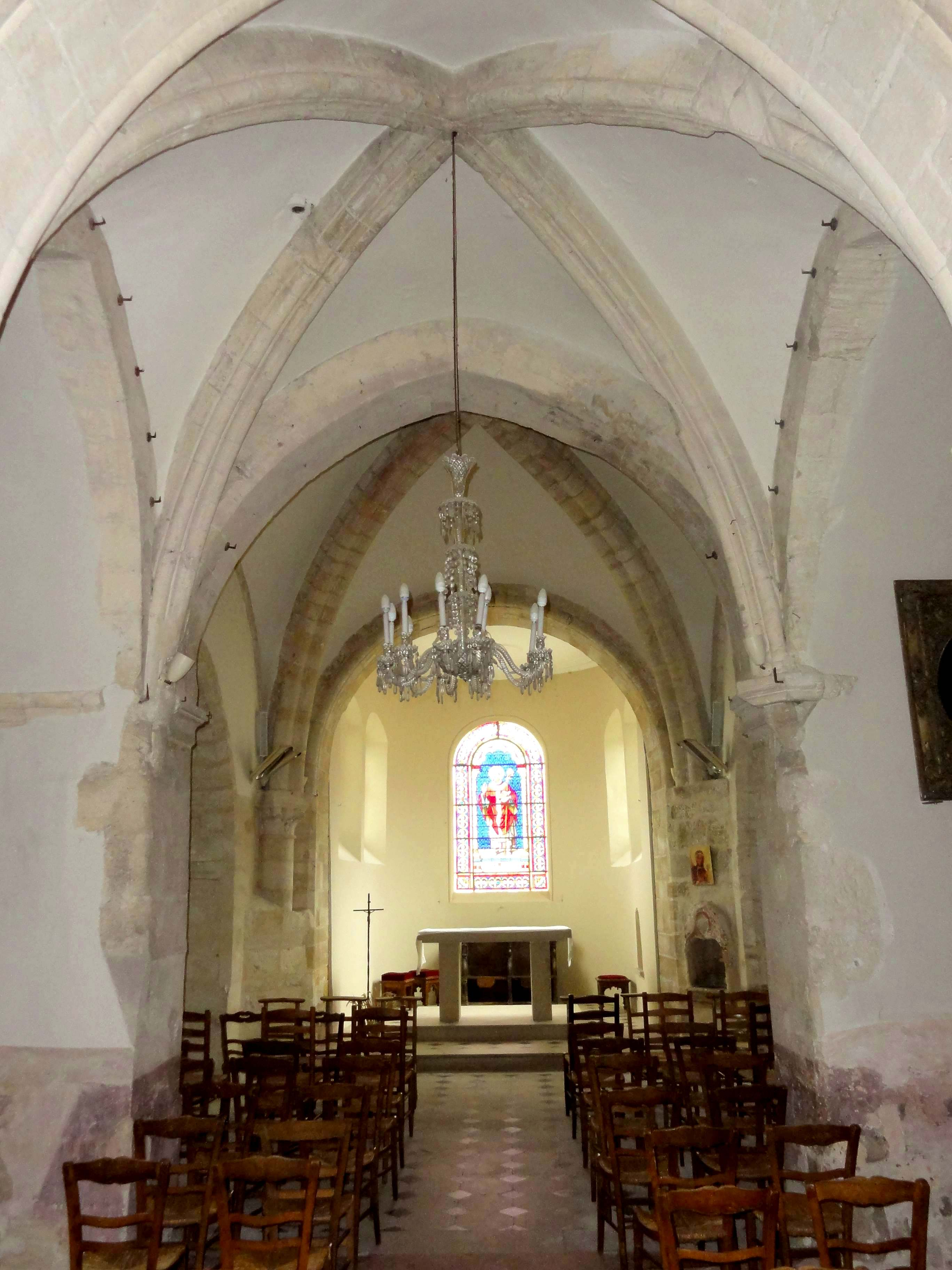
Vierung und Chorjoch, Blick zum Chor
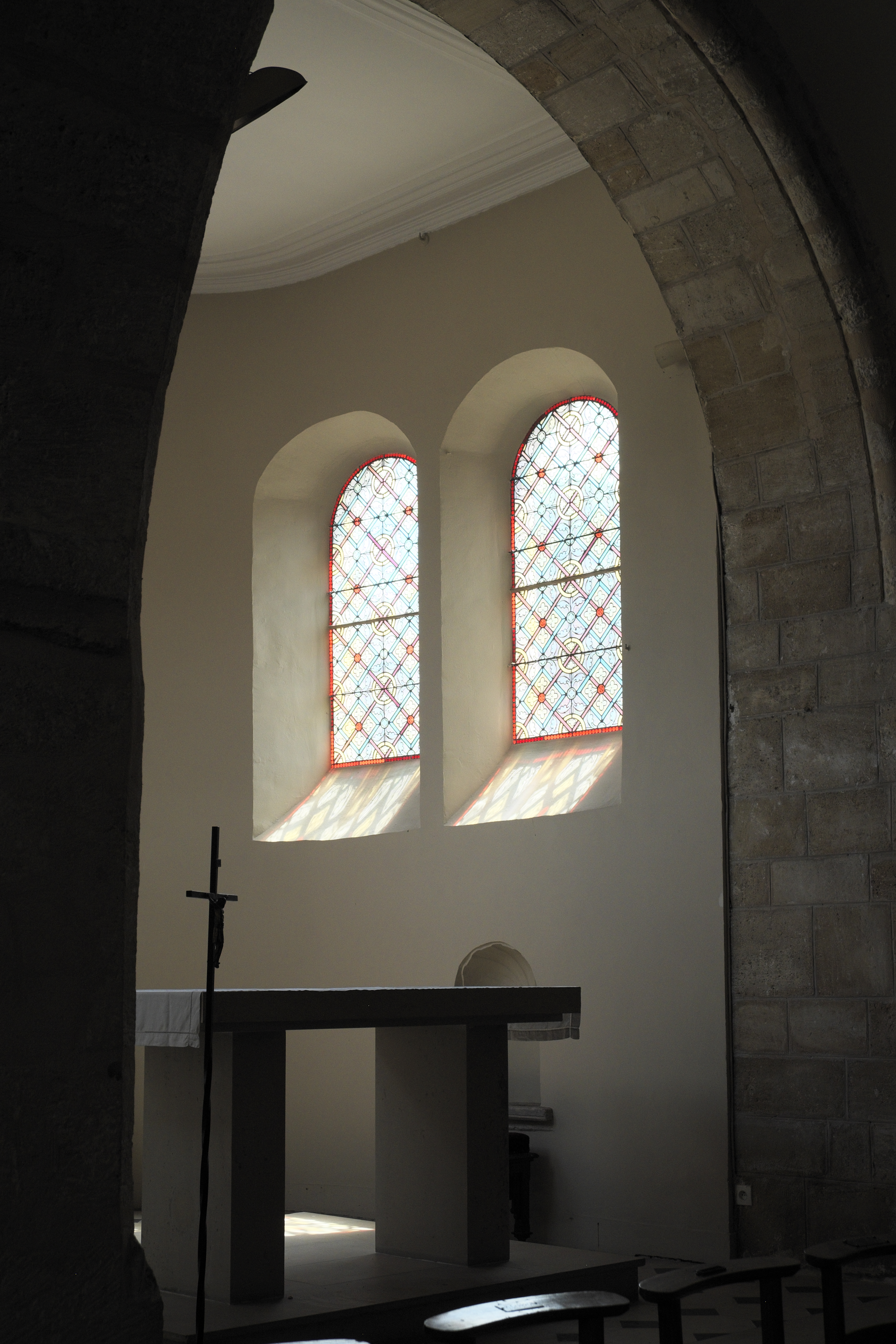
Chor

In einen Pfeiler am Chor ist eine von einem Dreipassbogen gerahmte Piscina eingeschnitten. An den Säulen unter der Vierung sind noch romanische Kapitelle aus der Bauzeit erhalten. Manche sind mit Knospenkapitellen verziert, zwei Kapitelle weisen feine Akanthusblätter auf. Neben den Kapitellen sind figürlich gestaltete Konsolen zu erkennen, auf denen die Gewölberippen aufliegen. Die Basis einer Säule unter der Vierung wurde wieder freigelegt.

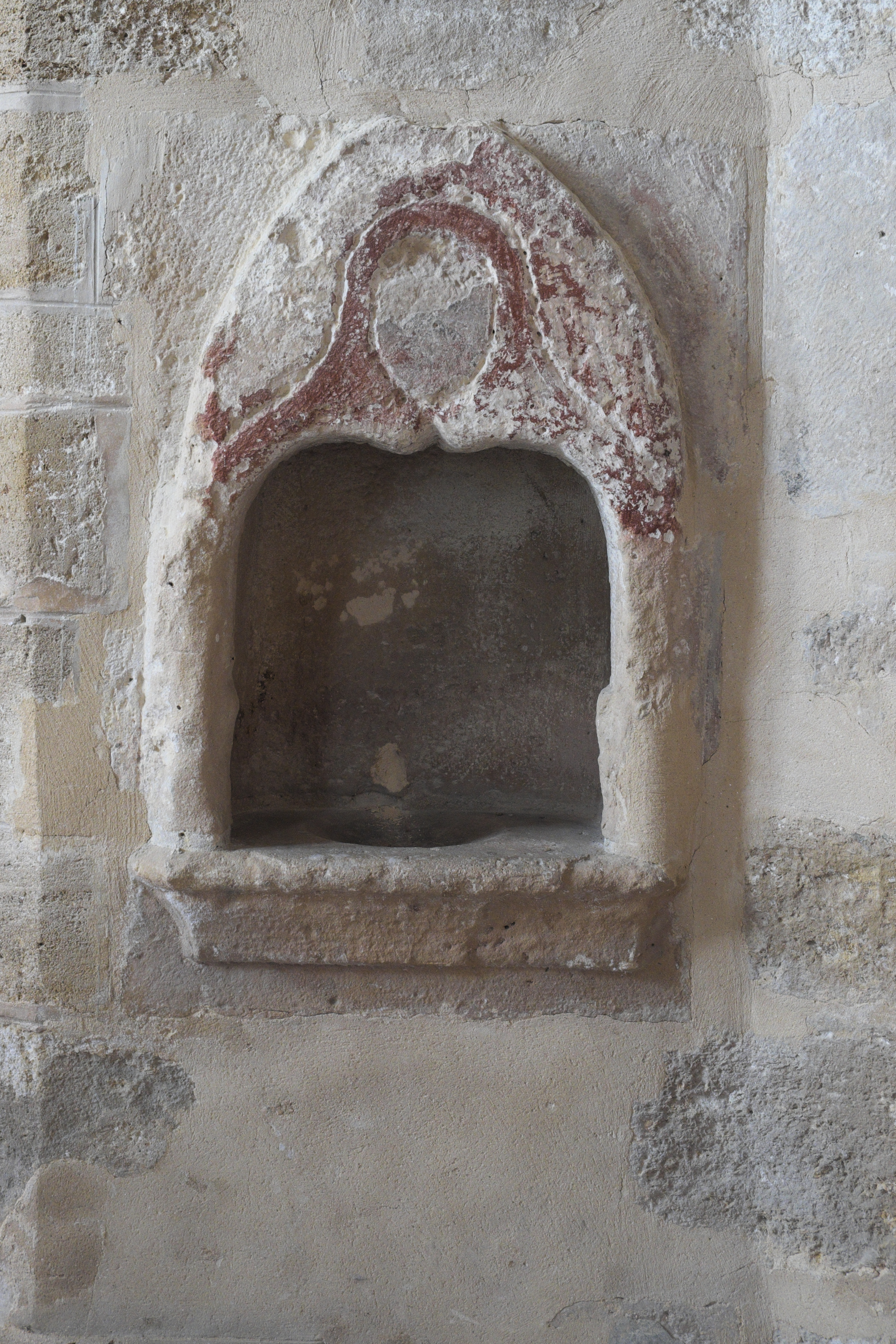
Piscina
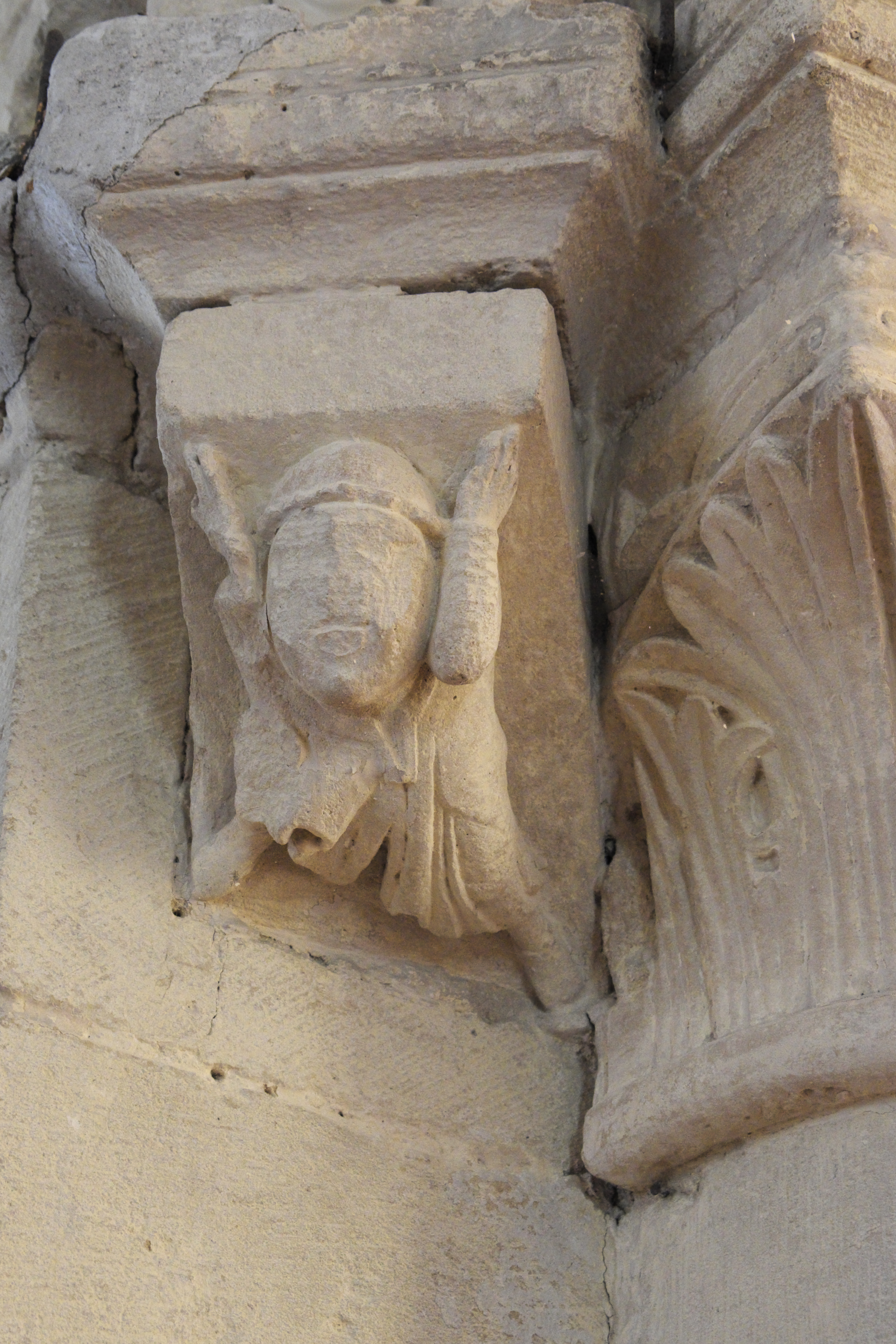
Konsole
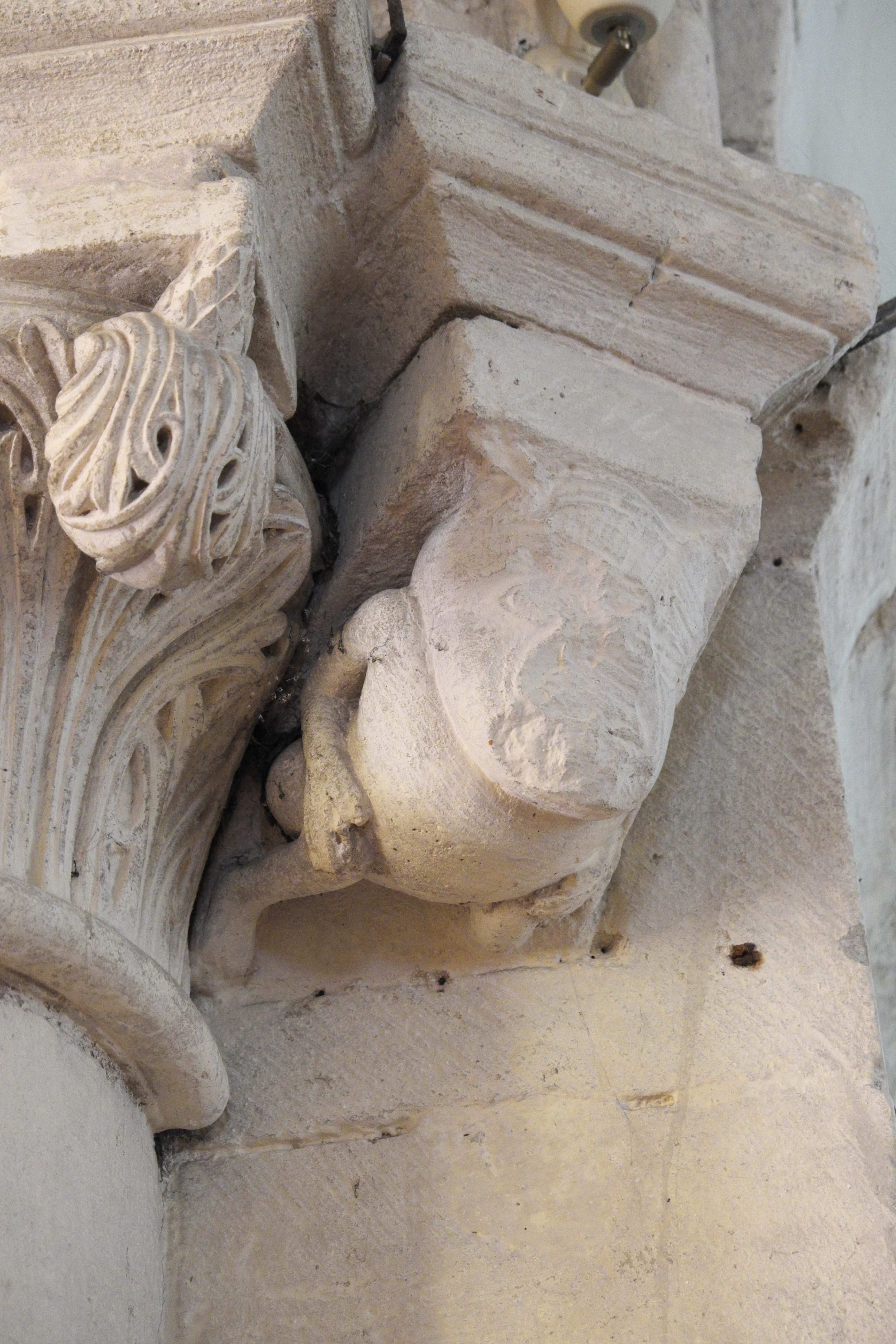
Konsole
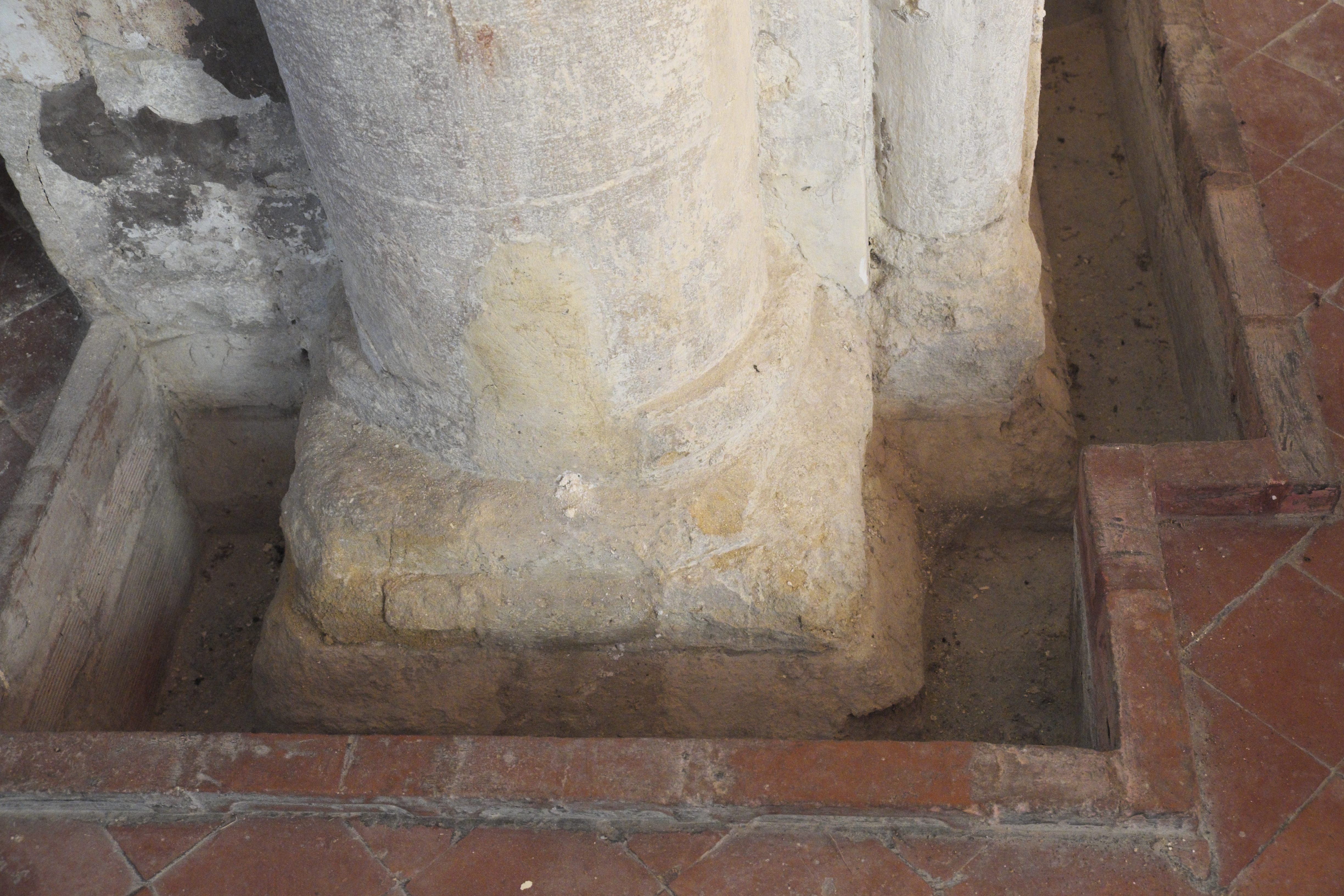
Wieder freigelegte Säulenbasis

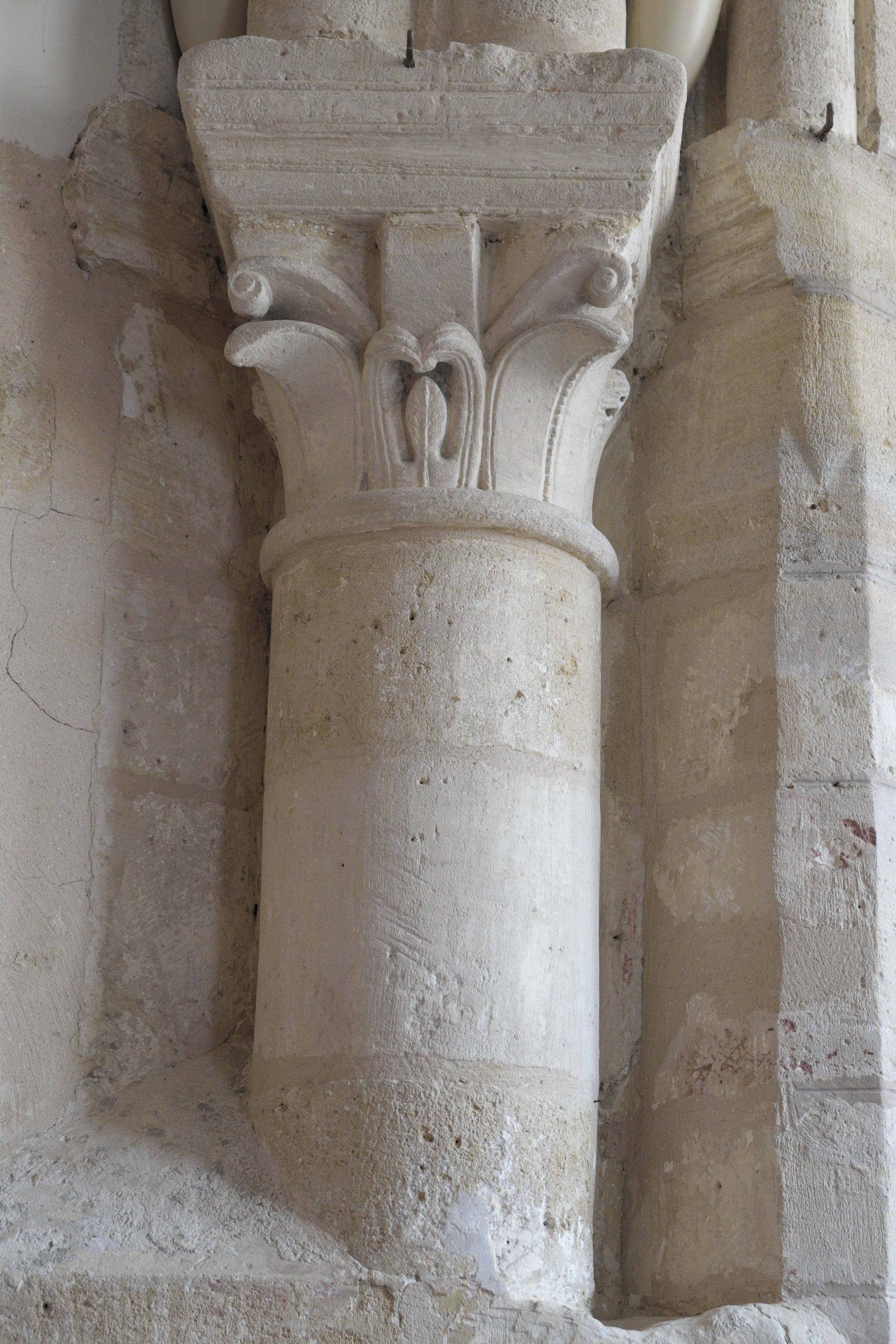
Säulenstumpf mit Knospenkapitell
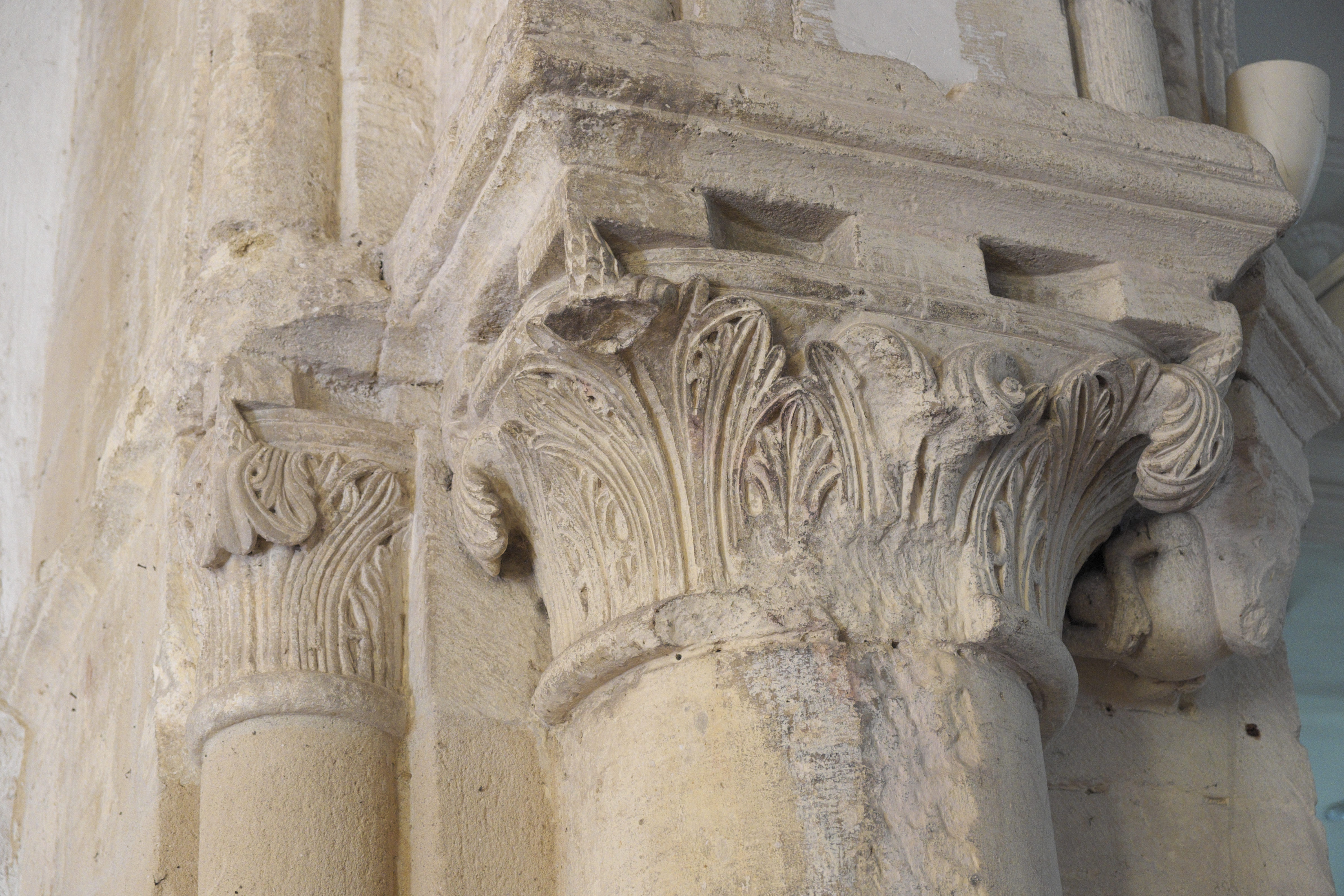
Kapitelle mit Akanthusblättern
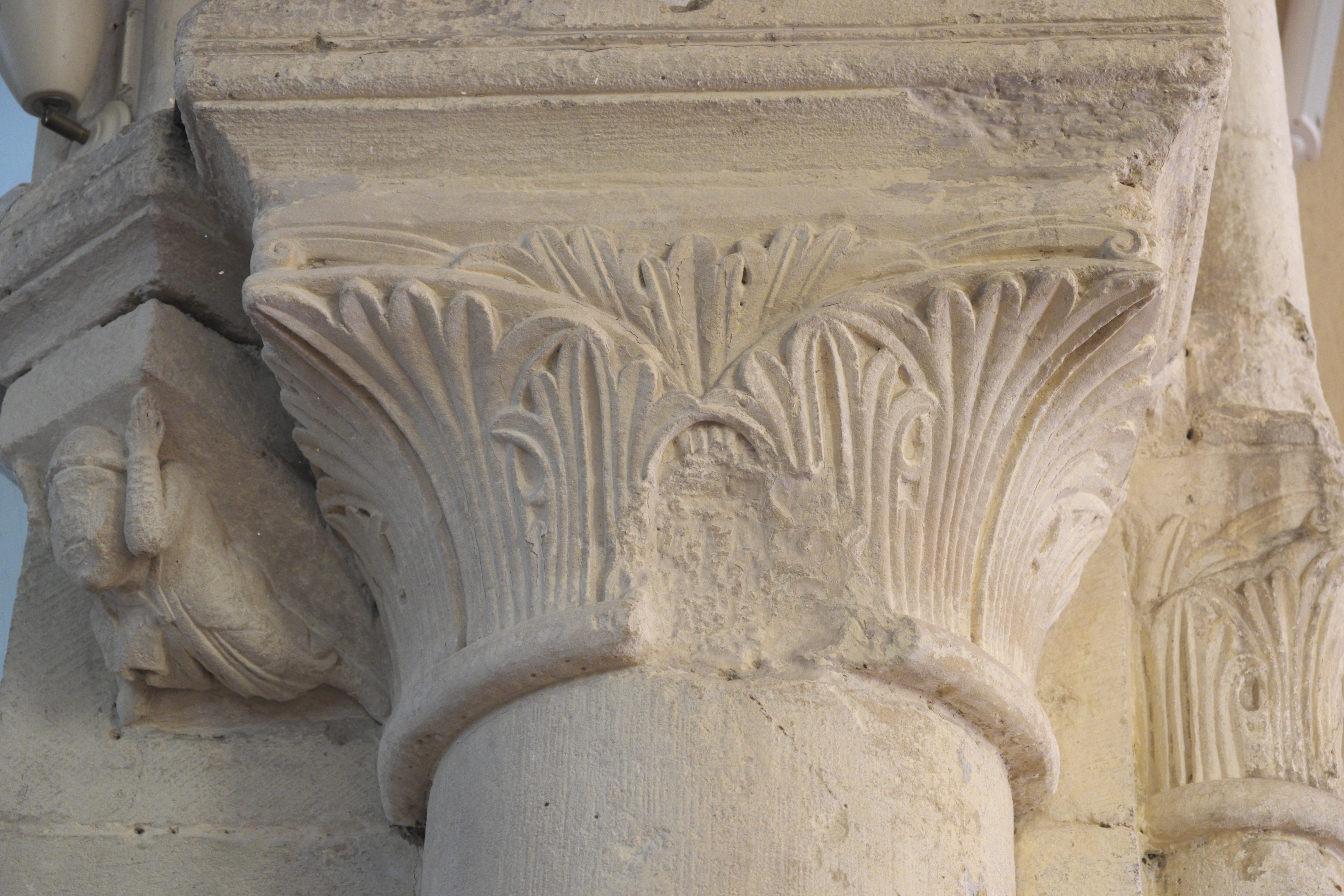
Kapitell mit Akanthusblättern
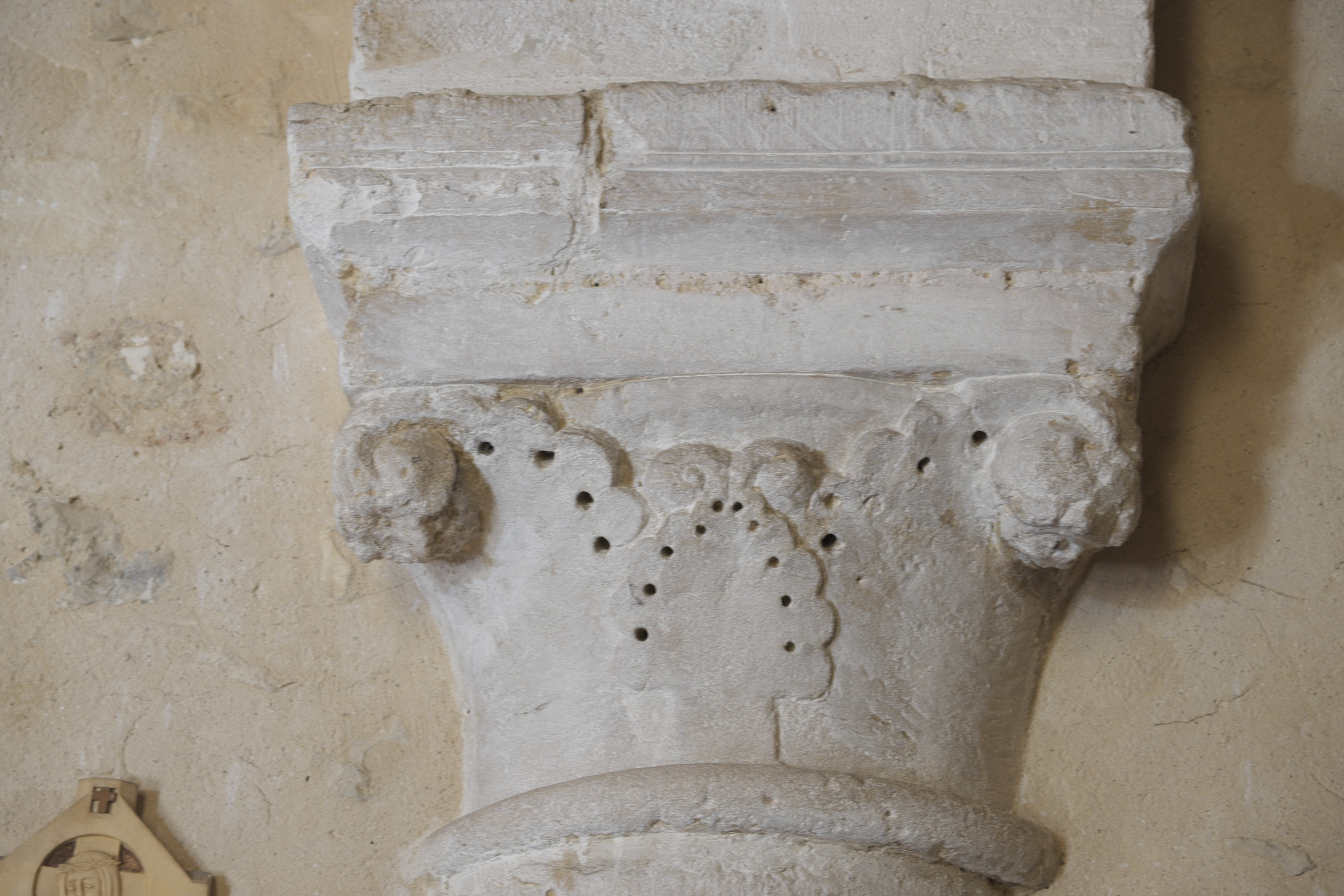
Knospenkapitell

## Bleiglasfenster

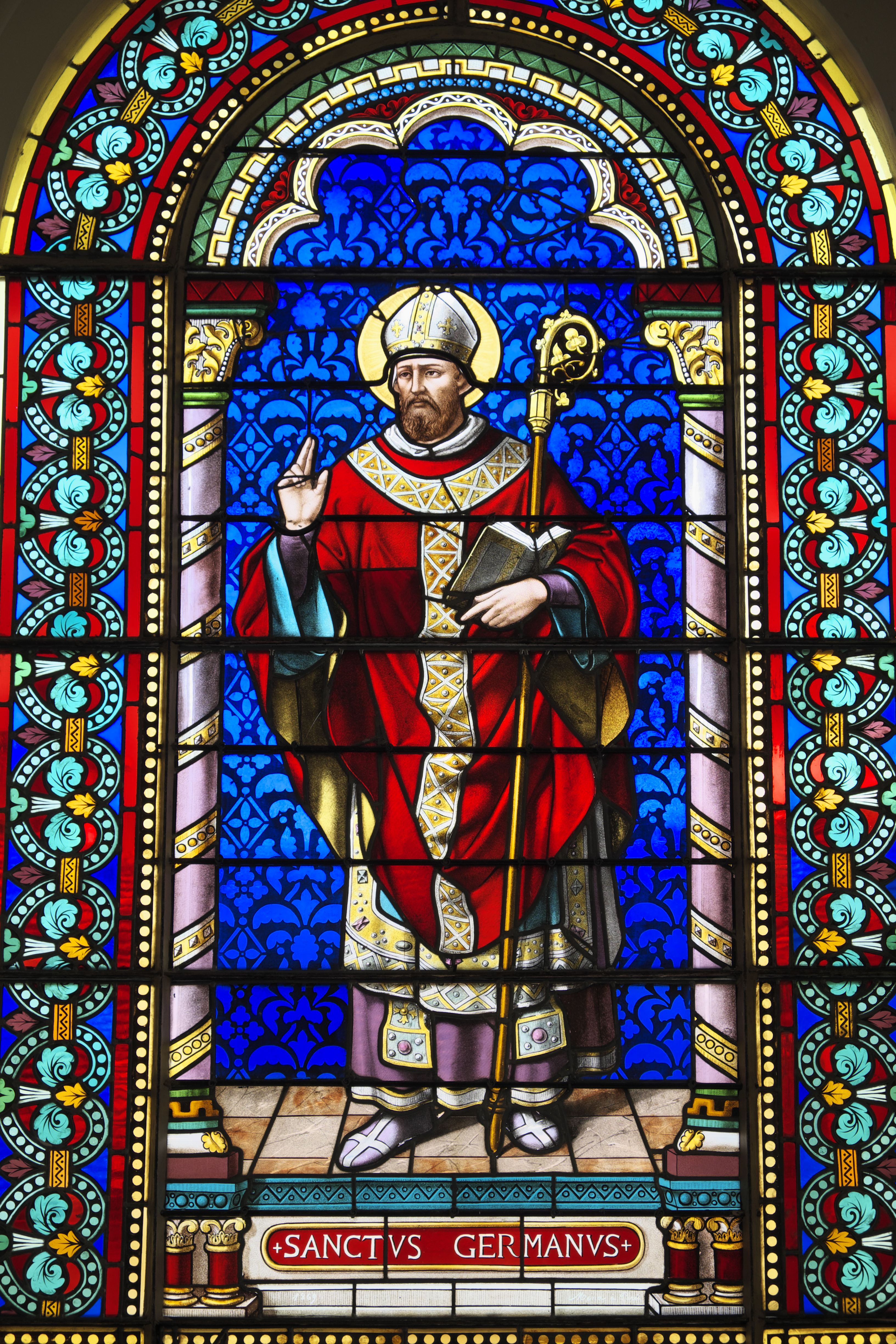
Heiliger Germanus von Paris

Die Bleiglasfenster stammen aus dem 19. Jahrhundert. Auf ihnen sind Johannes der Täufer, eine Madonna im Strahlenkranz und die Unterweisung Mariens dargestellt. Das zentrale Fenster der Apsis mit der Darstellung des heiligen Germanus von Paris, des Kirchenpatrons, trägt die Signatur „1869 Ména à Paris“.

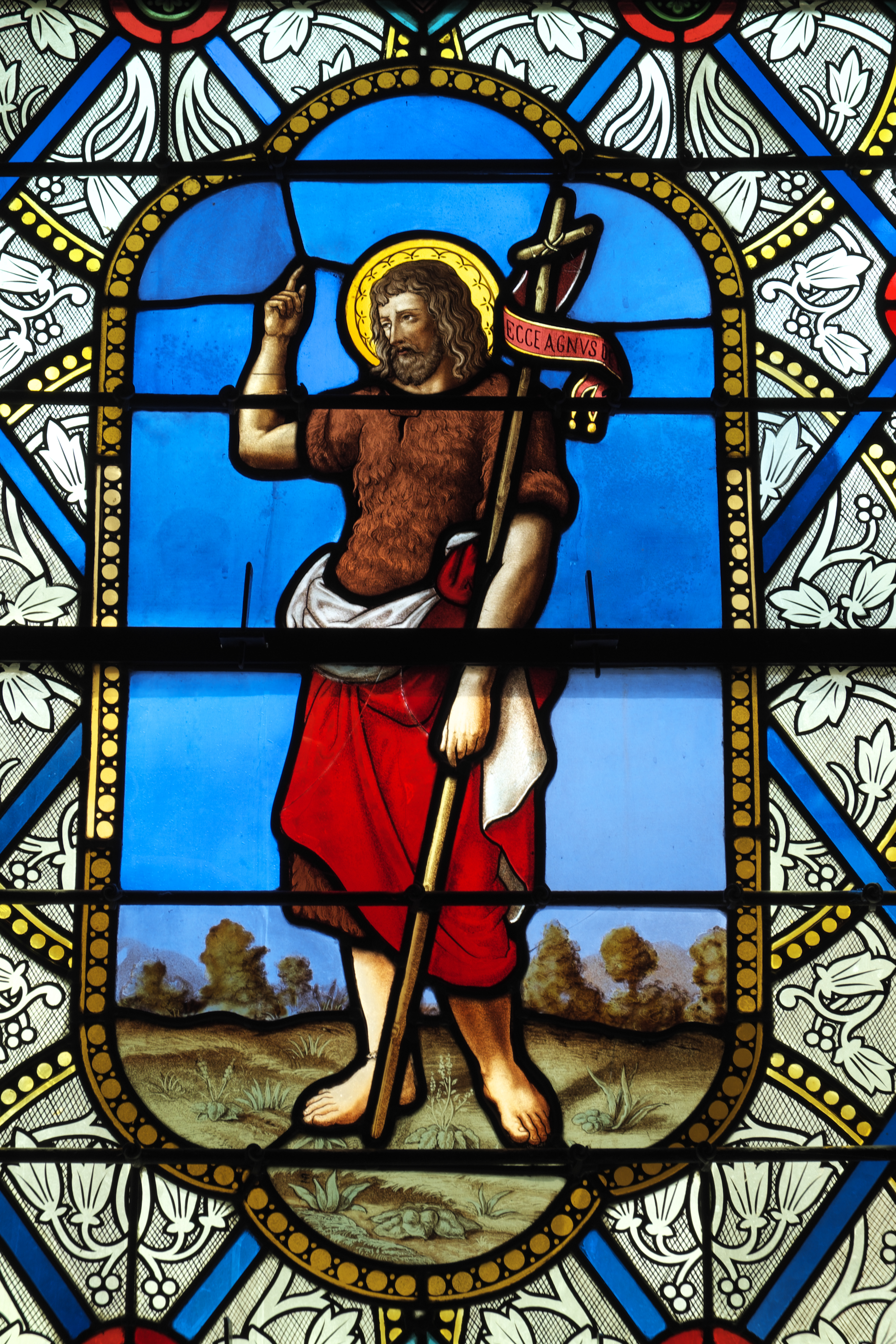
Johannes der Täufer
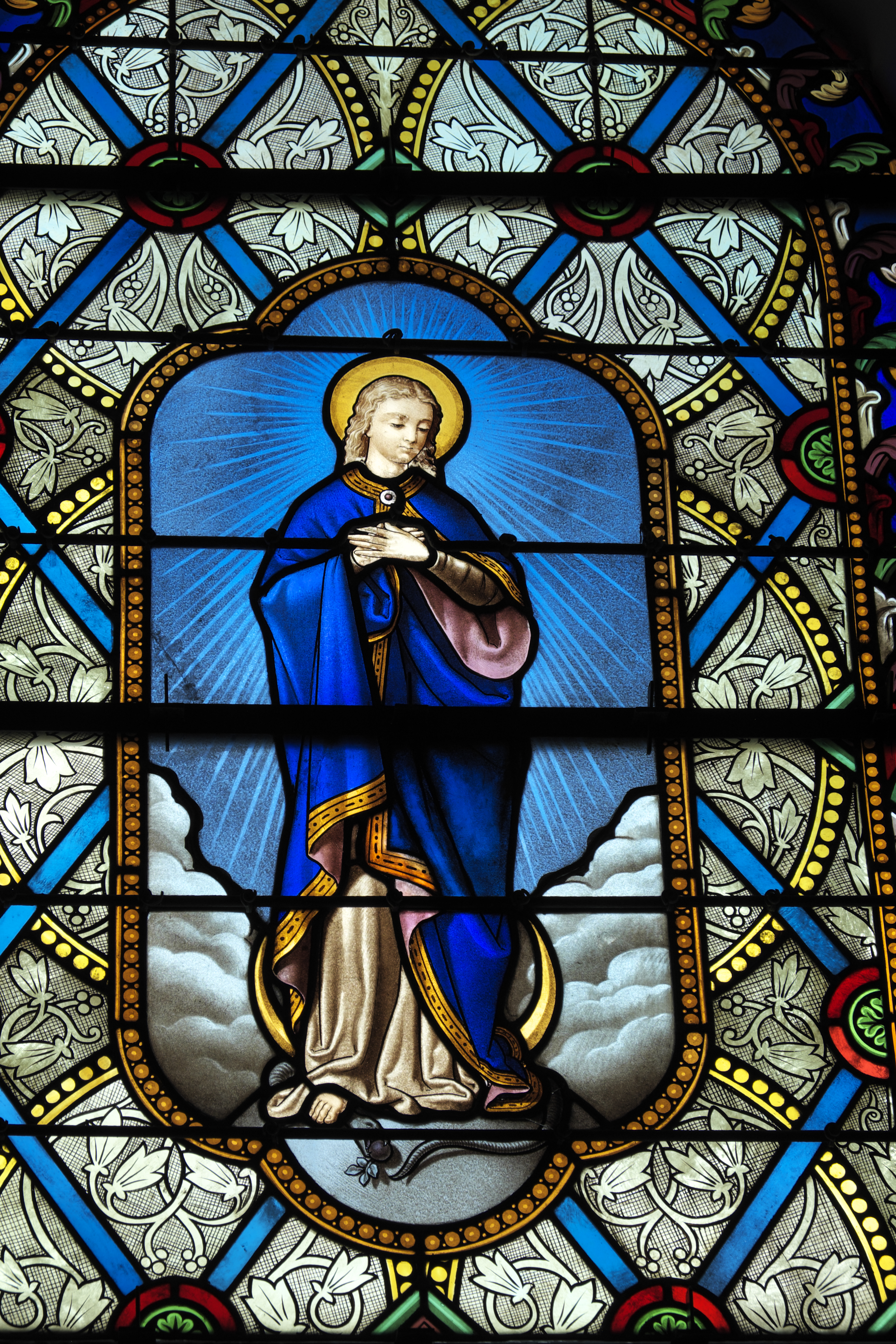
Maria im Strahlenkranz
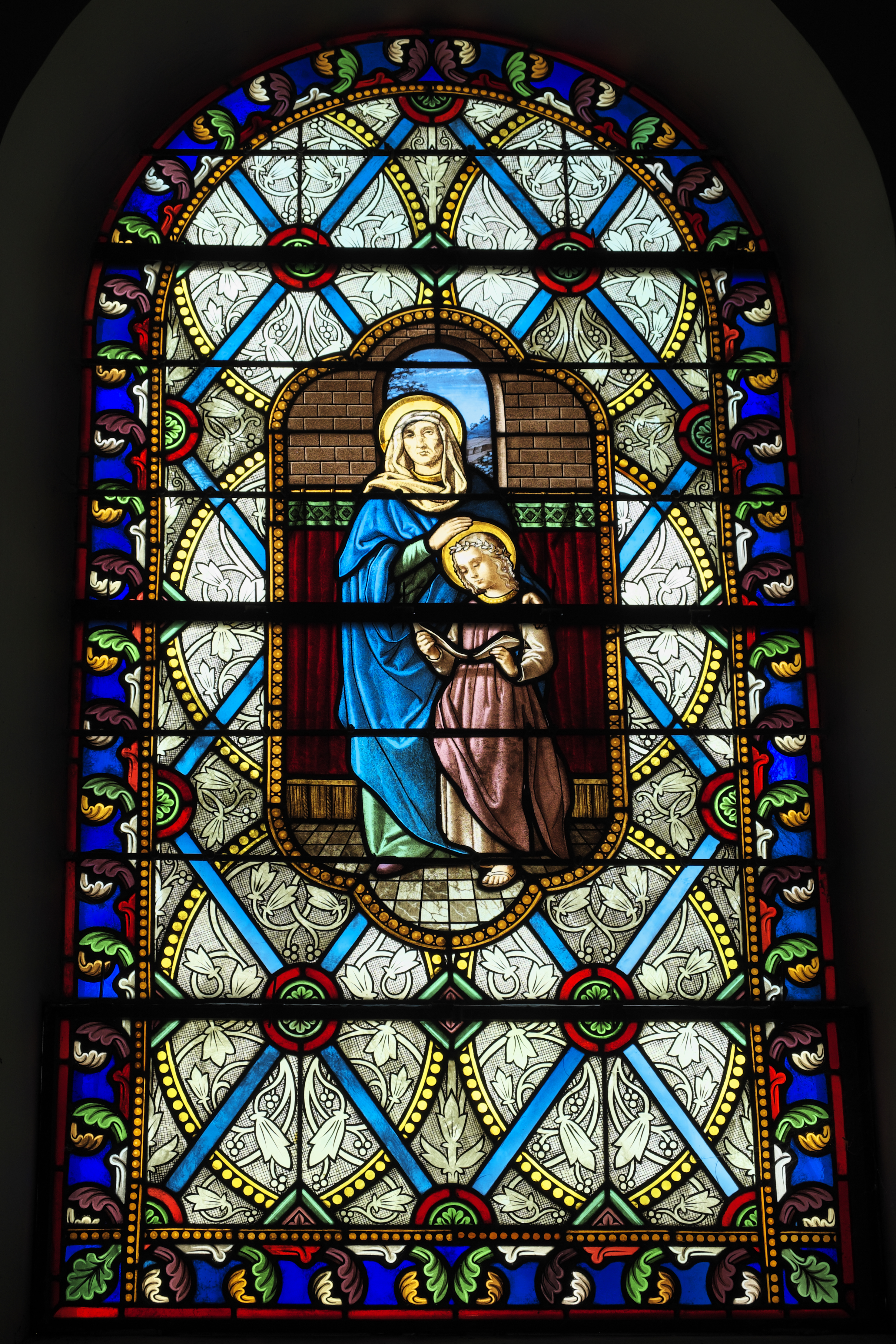
Unterweisung Mariens

## Ausstattung
- Das Taufbecken aus Kalkstein stammt noch aus der ersten Hälfte des 12. Jahrhunderts, der Bauzeit der Kirche. Das quadratische Becken weist am Rand einen Palmettendekor auf. Es ruht auf einer Doppelsäule mit Kapitellen, die mit Akanthusblättern verziert sind.
- In der Kirche sind vier holzgeschnitzte Chorstühle aus dem 14. Jahrhundert erhalten.[2]

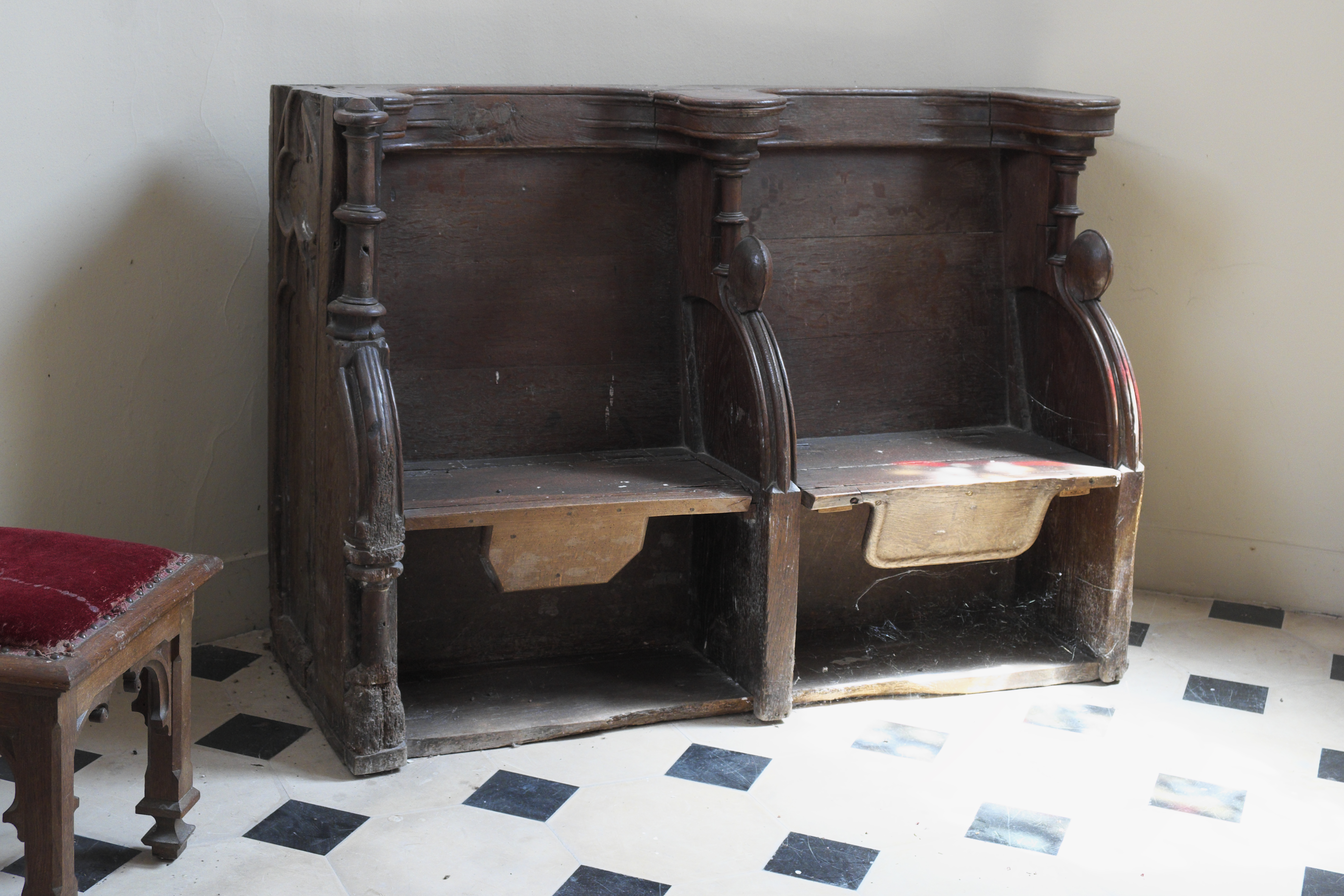
Zwei Chorstühle
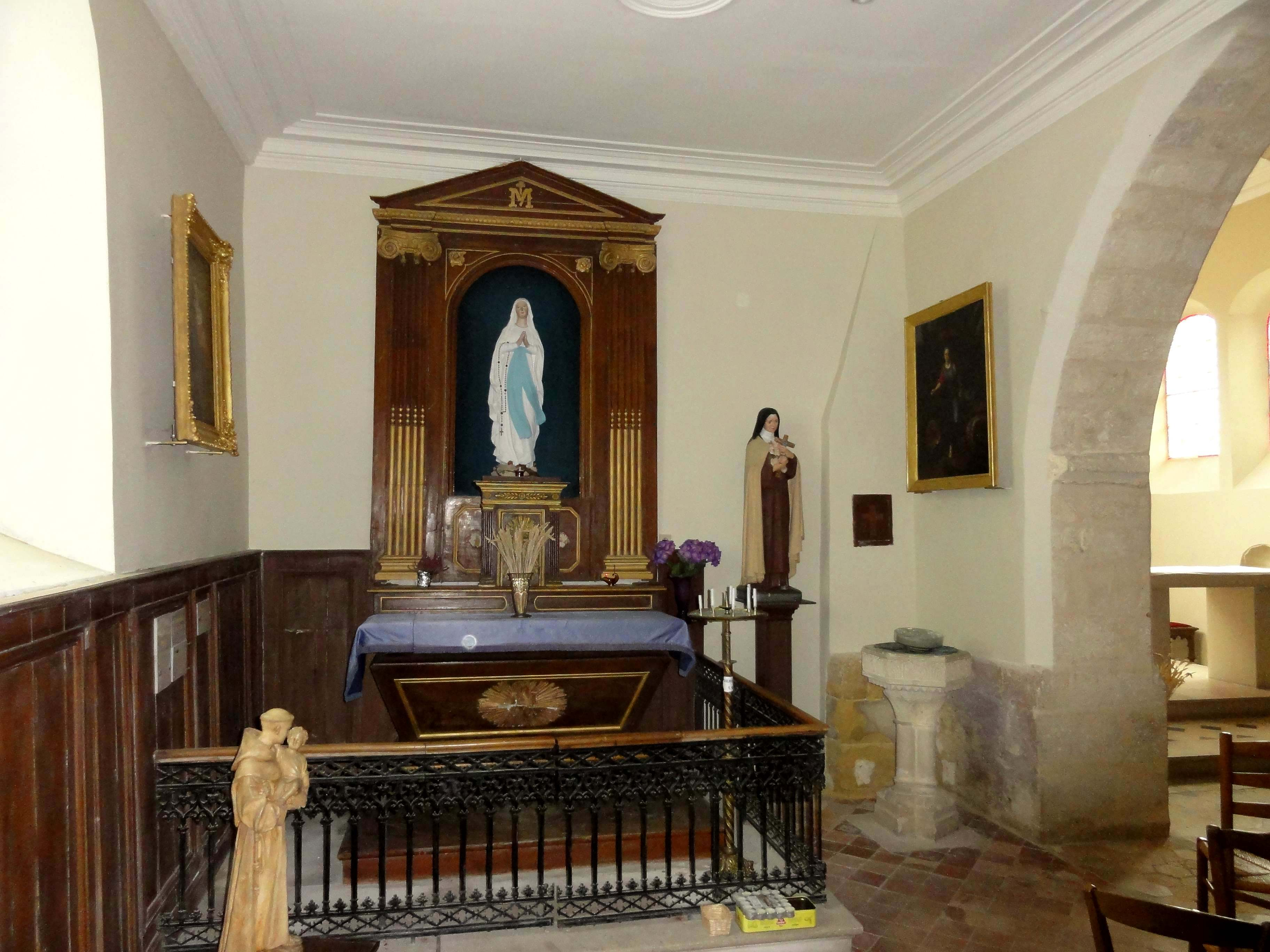
Taufbecken in der nördlichen Kapelle